# Haroldstraße
Die Haroldstraße befindet sich am südlichen Rand des Stadtteils Carlstadt in der nordrhein-westfälischen Landeshauptstadt Düsseldorf. Sie beginnt im Osten am Graf-Adolf-Platz und verläuft von dort zum Rheinufer, wo sie am Johannes-Rau-Platz endet bzw. in die Neusser Straße übergeht.

## Lage und Geschichte
1831 wurde ein Bebauungsplan aufgestellt, nach dem die Haroldstraße zwischen Berger Allee und Schwanenspiegel entstand. Die Straße wurde am 4. Juni 1831 förmlich festgestellt und nach dem königlich bayerischen Generalmajor Edmund von Harold benannt, der das erste Haus im Bereich der Straße hatte errichten lassen. Zunächst wurde lediglich der Abschnitt zwischen Poststraße und Kasernenstraße als Haroldstraße bezeichnet und erst 1843 wurde diese nach Westen bis zur Berger Allee verlängert.
Im Jahr 1838 wurde Düsseldorfs erster Bahnhof am Südende der Königsallee für die Düsseldorf-Elberfelder Eisenbahn-Gesellschaft angelegt und im Dezember des gleichen Jahres eröffnet. Von diesem Bahnhof führte später ein Anschlussgleis Richtung Rhein zum späteren Berger Hafen und wurde an die dortigen Gleise der Hafenbahn angeschlossen. Weiterhin wurde die Haroldstraße bis zum Rheinufer verlängert.
Parallel entlang der Bahntrasse lag die damals noch schmale Straße. 1841 wurde die Haroldstraße östlich über die Kasernenstraße hinaus bis zum Bahnhof verlängert und dafür ein zwischen Stadtgraben und Bahnhof liegender Teich aufgefüllt. Zu diesem Zeitpunkt blieb der Stadtgraben noch mit dem Schwanenspiegel über einen offenen Wassergraben verbunden. Die vollständige Überwölbung dieser offenen Düsselverbindung mit der Verlegung in den Untergrund wurde bei der Verlängerung der Haroldstraße bis zum Ende der Königsallee 1856 durchgeführt.
Ende der 1880er Jahre wurden neue Gleisanlagen für die Eisenbahnverbindung zur bestehenden Hammer Eisenbahnbrücke etwa 1,5 km weiter östlich in der Stadt mit südwestlichem Bogen Richtung Rhein neu angelegt, um die Bahnhöfe am südlichen Ende der Königsallee schließen zu können. Im Jahr 1891 wurde der neue Hauptbahnhof eröffnet und danach die alten Bahnhöfe abgerissen. Im Rahmen des Stübben-Plans wurde der Straßenzug Haroldstraße – Graf-Adolf-Straße neu geordnet. Für die Entwässerung der Hauptpost an der Haroldstraße Ecke Kasernenstraße wurde eine neue Tonrohrleitung bis zur Poststraße 1891 verlegt.
Es folgte 1892 und 1893 der Ausbau der Haroldstraße unter Verwendung der stillgelegten Bahntrasse zu einer breiten Allee mit einer Doppelgleisanlage für eine Pferde-Straßenbahn und einem mittleren Flanierstreifen ab Ende Königsallee bis zur Neusserstraße. Diese neue Straßenbahnverbindung konnte erst etwas später nach dem Ausbau der Kavallariestraße in Betrieb genommen werden. Eine Verlängerung der Straßenbahn bis zur Stromstraße und dem Endpunkt am Zollhof folgte bei der Anlegung der neuen Hafenanlagen Ende der 1890er Jahre auf der Lausward. Weiterhin wurden vierundvierzig neue Linden für die Allee angepflanzt.

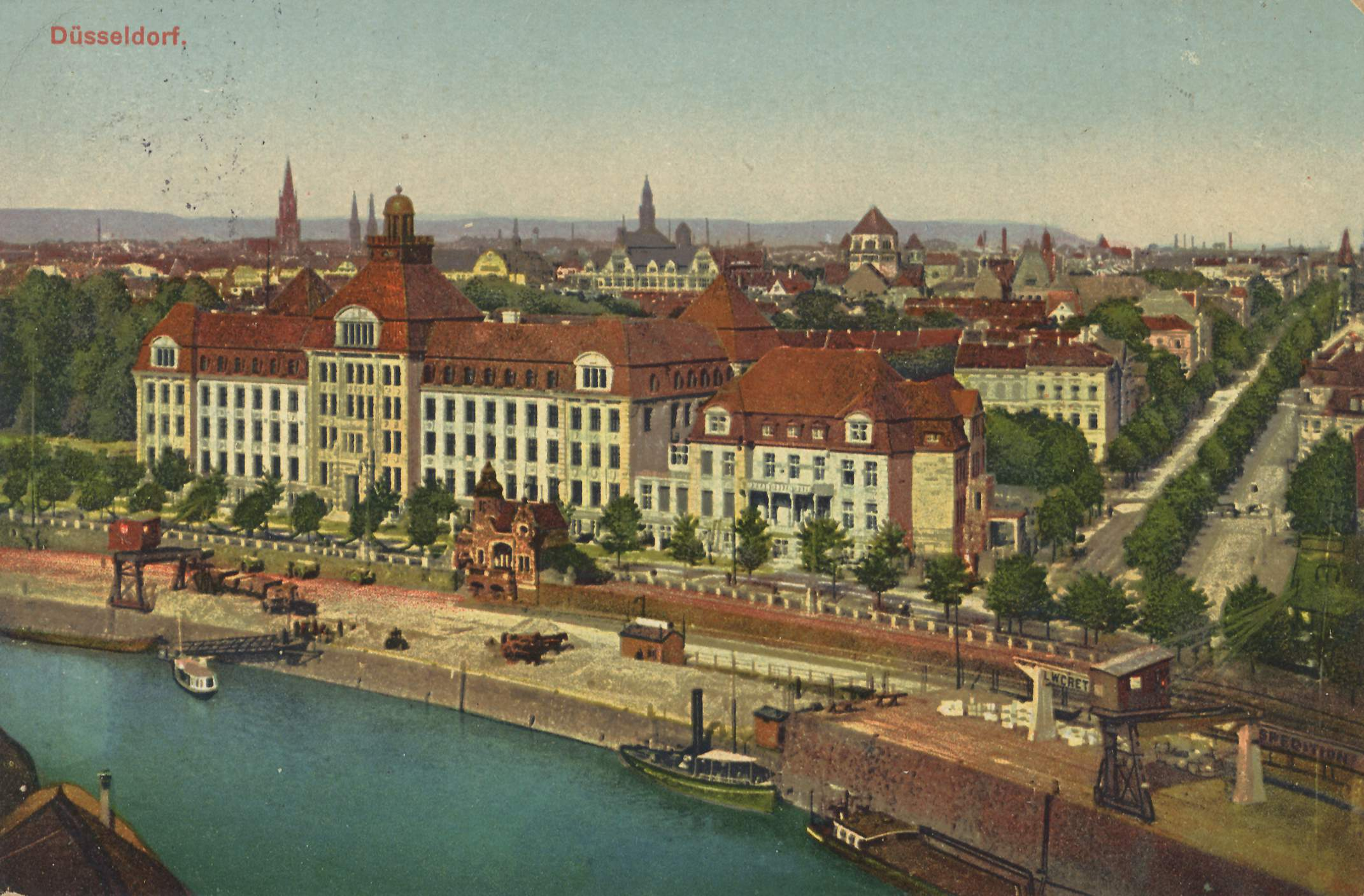
Berger Ufer mit Landeshaus und Villa Horion mit Blick in die Haroldstraße (Postkarte von 1912)

Auf der Sitzung des 49. Rheinischen Provinziallandtages am 12. März 1909 wurde der Kauf eines Grundstückes am westlichen Ende der Haroldstraße, zwischen Berger Allee und Berger Ufer, begrenzt im Norden von der Thomasstraße, von der Stadt Düsseldorf beschlossen. Auf diesem Grundstück wurde nach dem Kauf sowohl ein Gebäude für die Verwaltung der Rheinprovinz wie auch die Villa Horion als Dienstsitz für den Landeshauptmann errichtet.
Von 1933 bis 1945 war die Straße in Adolf-Hitler Straße umbenannt. Der östliche Bereich der Straße ab der Kreuzung Kasernenstraße/Elisabethstraße wurde 1933 zusätzlich dem neu benannten Adolf-Hitler-Platz zugeordnet, die Haroldstraße endet seitdem am heutigen Graf-Adolf-Platz.
Von den Zerstörungen des Zweiten Weltkriegs in der Innenstadt von Düsseldorf war auch die Haroldstraße betroffen. Unverändert begann die Straße noch lange im 20. Jahrhundert am Mannesmann Ufer, wie inzwischen das ehemalige Berger Ufer genannt wird. Durch den Bau neuer Gebäude für das Regierungsviertel des Landes Nordrhein-Westfalen in den 1950er Jahren und der Rheinkniebrücke von 1965 bis 1969 änderten sich sowohl die Bebauung wie auch die Verkehrsverhältnisse im südwestlichen Umgebungsbereich der Haroldstraße deutlich. Mit dem Bau des Rheinufertunnels (1990 bis 1993) wurde die Rheinuferstraßen im Bereich Altstadt und Carlstadt für den oberirdischen Autoverkehr überflüssig und der Kreuzungsbereich Haroldstraße/Mannesmann Ufer als normale Verkehrsverbindung aufgehoben. Vor der Villa Horion wurde auf dem bisherigen Straßenbereich ein neuer Platz angelegt. An diesem, ab 2006 Johannes-Rau-Platz genannten Platz, beginnt seitdem im Westen die Haroldstraße. Der Hauptverkehr wird vorher in Höhe der Poststraße nach Süden Richtung Bilk und Rheinkniebrücke abgeleitet. Zur Neusser Straße und Berger Allee besteht lediglich noch eine schmale Verbindungsstraße.

## Beschreibung
Die Haroldstraße zeigt abwechselnd offene und geschlossene Bebauung. In ihrer Nutzung und Erscheinung war sie eine der typischen Bahnhofsstraßen, die am Ende des 19. Jahrhunderts entstanden sind. Nach dem Rückbau der Bahnhöfe und Eisenbahntrassen gegen Ende des 19. Jahrhunderts wurde die Straße zu einer breiten Allee umgebaut.

## Bebauung

### Im 19. Jahrhundert
Wie bereits angegeben wurden die ersten Gebäude an der neuen Haroldstraße nach 1831 errichtet. In einem Adressbuch von 1843/43 wurden zwischen Poststraße und Kasernenstraße fünf bewohnte Häuser mit den Nummern 1306, 1308, 1312, 1318 und 1320 angeführt. In einem Adressbuch von 1859 sind vor der Kreuzung mit der Neusser Straße die Häuser Nr. 5 und 9 bereits errichtet und bewohnt. Auf der Nordseite ab Berger Allee bis Karlsthor (alte Schreibweise) waren die Grundstücke 2 bis 10 noch unbebaut und ab der Kreuzung mit der Poststraße folgten die bewohnten Gebäude Nr. 11 bis 17. Danach lag der Schwanenmarkt und dann die Häuser Nr. 18 bis 21 bis zur Kreuzung mit der Kasernenstraße. Auf der Ostseite zwischen Kasernenstraße und Breite Straße war mit Nr. 22 bereits das Hauptpostamt von Düsseldorf ab 1856 errichtet worden und in Betrieb.

### Vorkriegszeit

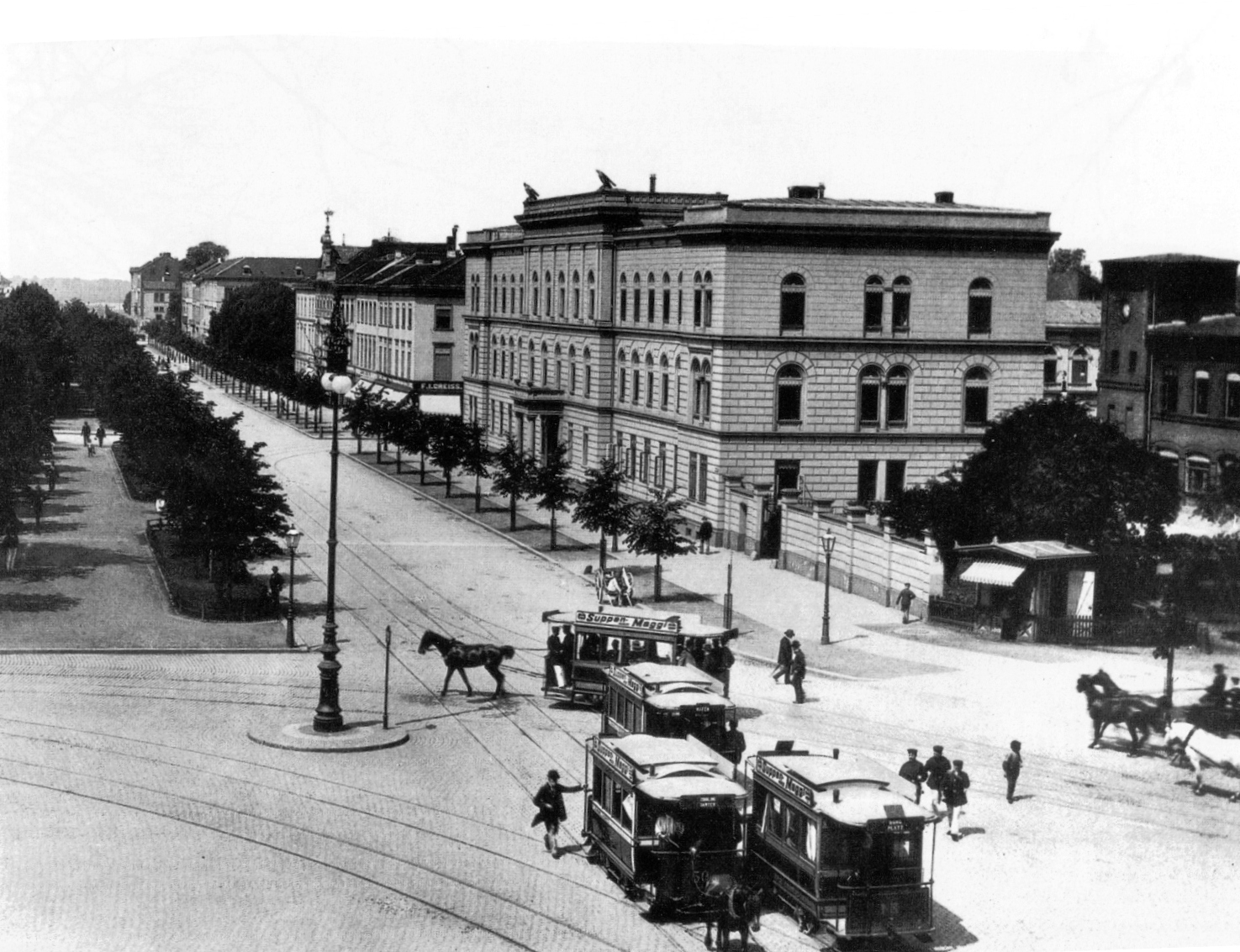
Haroldstraße um 1900, vorne das Gebäude der Oberpostdirektion und des Postamts 1

- alte Oberpostdirektion Düsseldorf mit Hauptpostamt an der Ecke zur Kasernenstraße, erbaut 1856–1859 (nicht erhalten).[16]
- Dienstvilla des Landeshauptmanns der Rheinprovinz, genannt Villa Horion, erbaut mit dem Landeshaus 1910–1911 von Hermann vom Endt (nach 1945 Staatskanzlei des Landes NRW bzw. Dienstsitz des Landtagspräsidenten)[17]
- Wohnhaus Haroldstraße 6a
Das im Jahr 1900 von den Architekten Richard Klein und Richard Dörschel erbaute Haus bestand nur bis 1907. Bauherr und Bewohner während dieses Zeitraums war der Unternehmer Heinrich Schmidt[18] bzw. Henry Smit (in Firma Henry Smith & Co. in Oberhausen, später auf die Düsseldorfer Röhren- und Eisenwalzwerke AG übergegangen[19]). Die Aufteilung der Räume erfolgte nach den Wünschen des Bauherrn.[20][21] So befand sich die Garderobe neben dem breit angelegten Eingang im Sockelgeschoss. Das Erdgeschoss hatte vier zusammenhängende Zimmer, die sich um die Diele gruppierten. Im Obergeschoss befanden sich Salon, Herrenzimmer, Speisezimmer, Wintergarten und Veranda. 1908 entstand an derselben Stelle bereits ein Neubau mit der Hausnummer 6.[22]
- Wohnhaus Haroldstraße 8 des Unternehmers Wilhelm de Fries, erbaut vor 1905 von Heinrich Salzmann[23]
- Bürogebäude und Wohnhaus Haroldstraße 10 und 10a der Firma Robert Zapp, erbaut vor 1905 von Ernst Roeting[24]

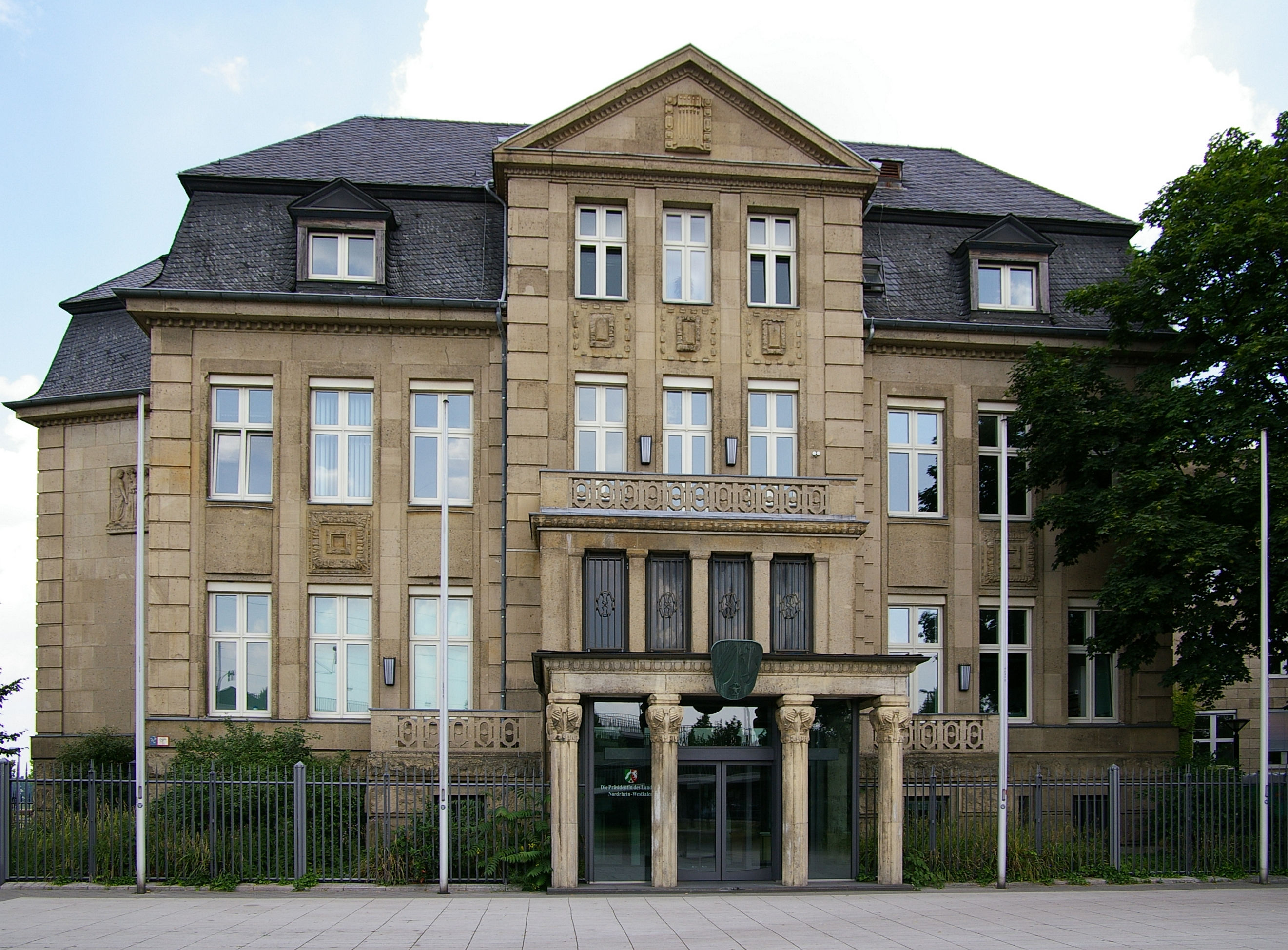
Villa Horion
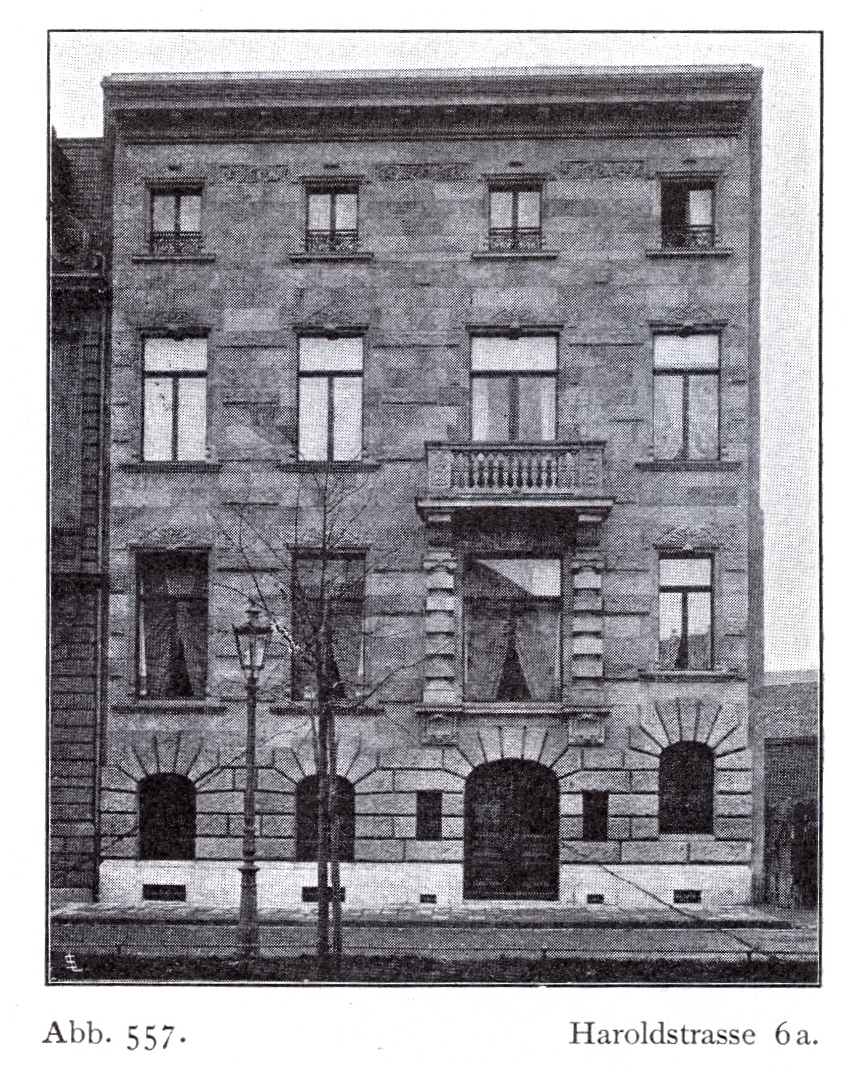
Haroldstraße 6a
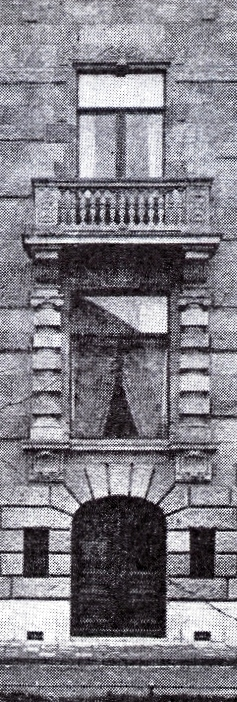
Eingang des Hauses Haroldstraße 6a
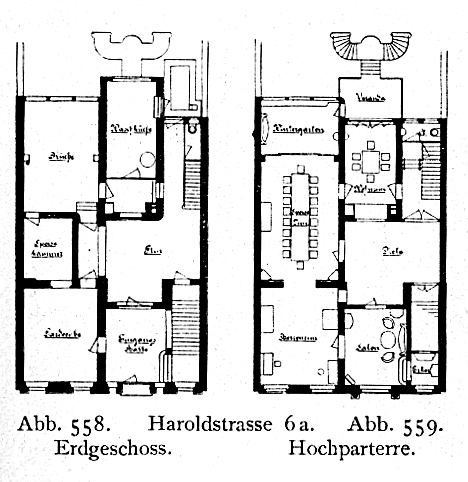
Haroldstraße 6a, Grundriss
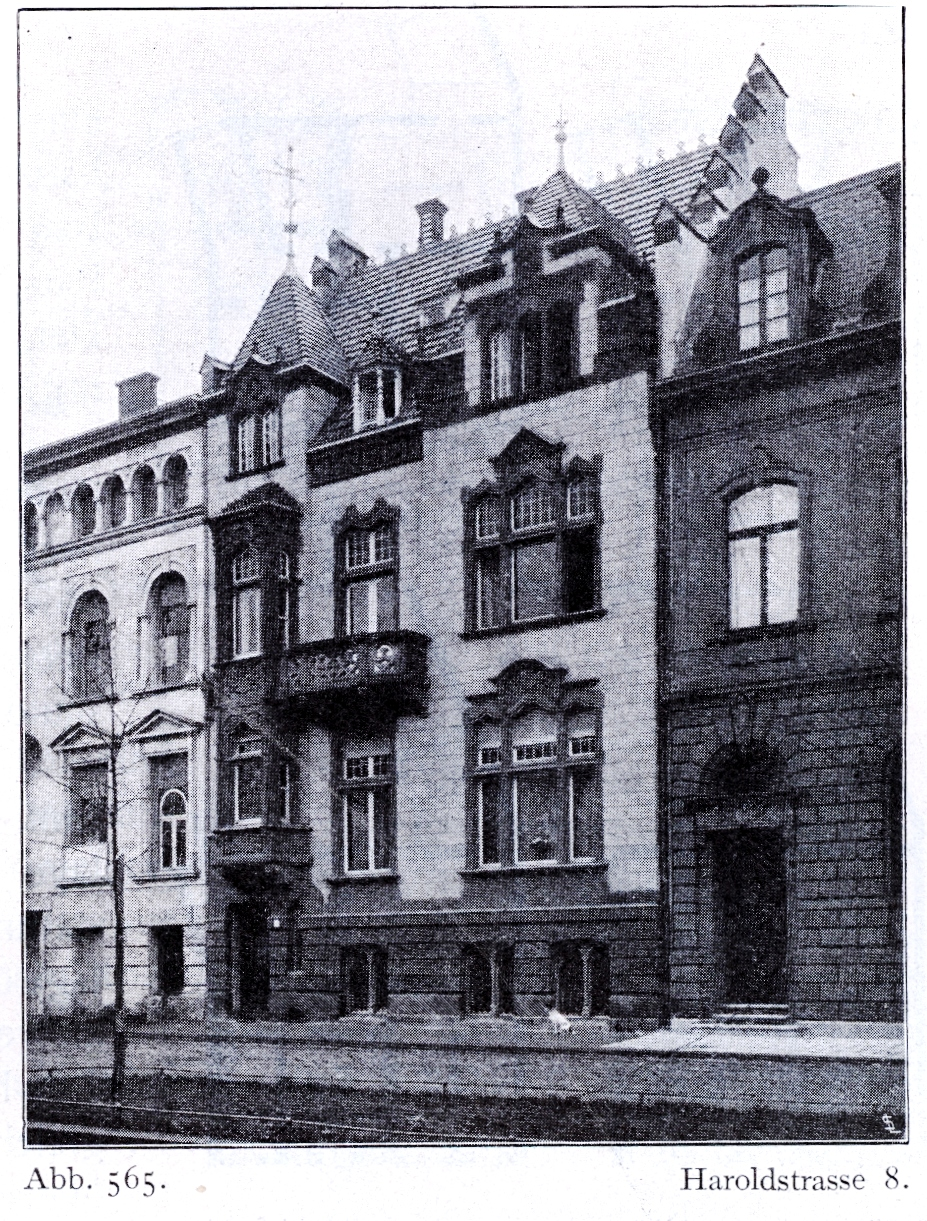
Haroldstraße 8
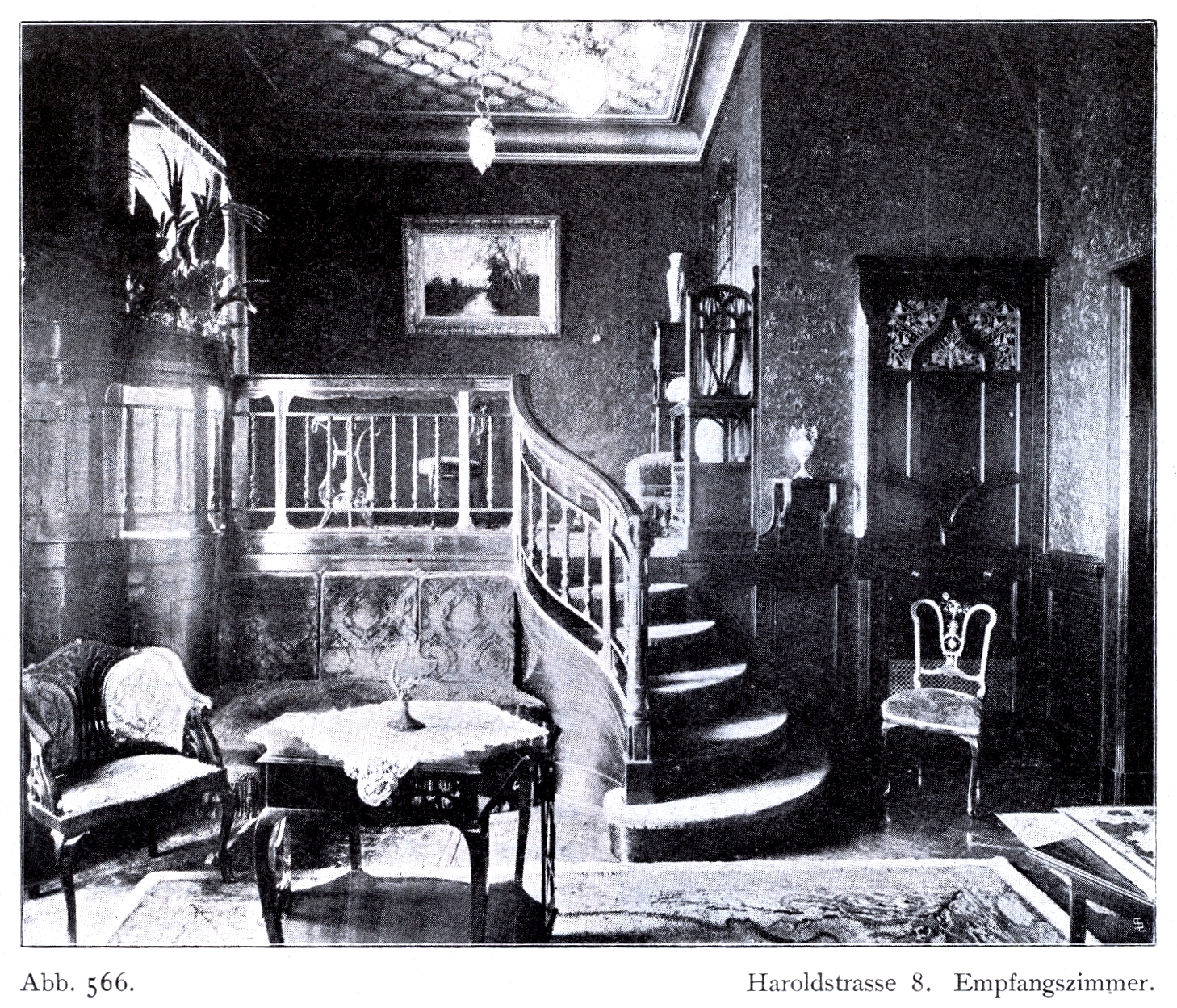
Haroldstraße 8, Empfangszimmer
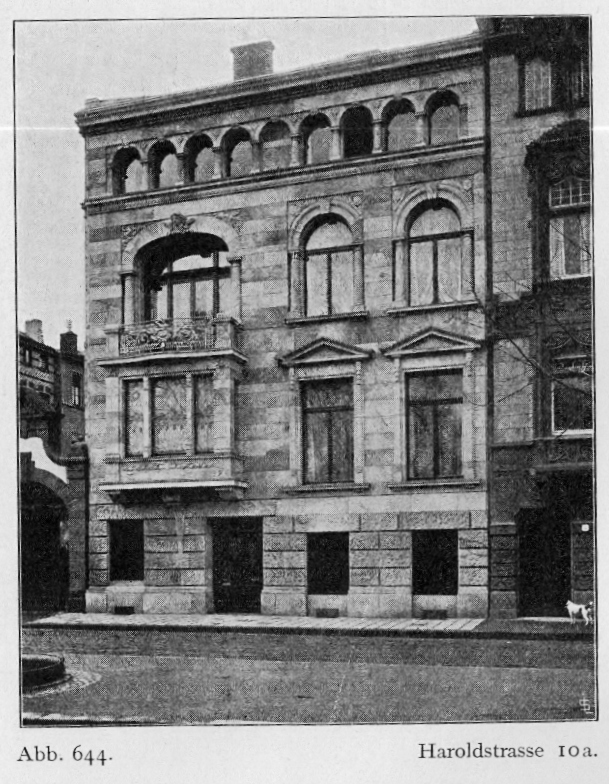
Haroldstraße 10a

### Nachkriegszeit
Als 1949 das Ständehaus für den Landtag umgebaut wurde, beeinflusste dies die gesamte bauliche Entwicklung des Gebietes um die Haroldstraße. So entstanden in kurzer Zeit viele Großbauten für Ministerien und andere Landesbehörden, das Regierungsviertel.
- An der Ecke Haroldstraße/Horeonplatz wurde das Hochhaus Haroldstraße Nr. 4 für die Verwaltung des Bundeslandes Nordrhein-Westfalen Mitte der 1950er Jahre neu gebaut. Das Richtfest für das Gebäude erfolgte am 9. Oktober 1958.[25]
- Haroldstraße 34
Das Gebäude wurde nach einem Entwurf von Raimund Zieseniss erbaut und 1954 fertiggestellt. Der Vorbau ist typisch für diese Zeit. Die Fenster wurden erneuert.[26] Die Natursteinfassade wurde vor 2012 vollständig weiß überstrichen.
- Dort wo die Haroldstraße auf den Graf-Adolf-Platz trifft, auf dem ehemaligen Gelände der Post an der Ecke zur Kasernenstraße, wurde in 2005 der Gebäudekomplex GAP 15 fertiggestellt.

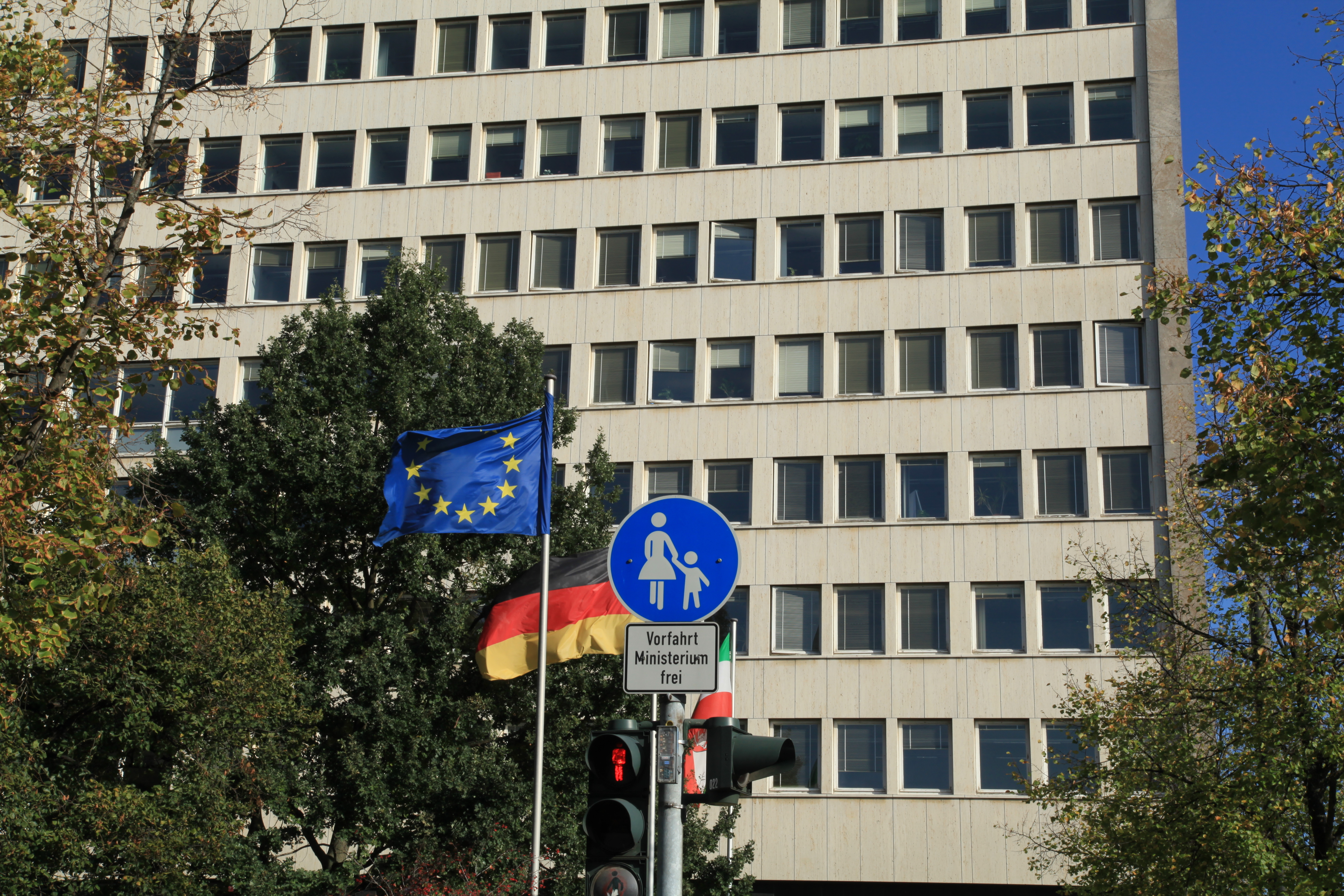
Haroldstraße 4
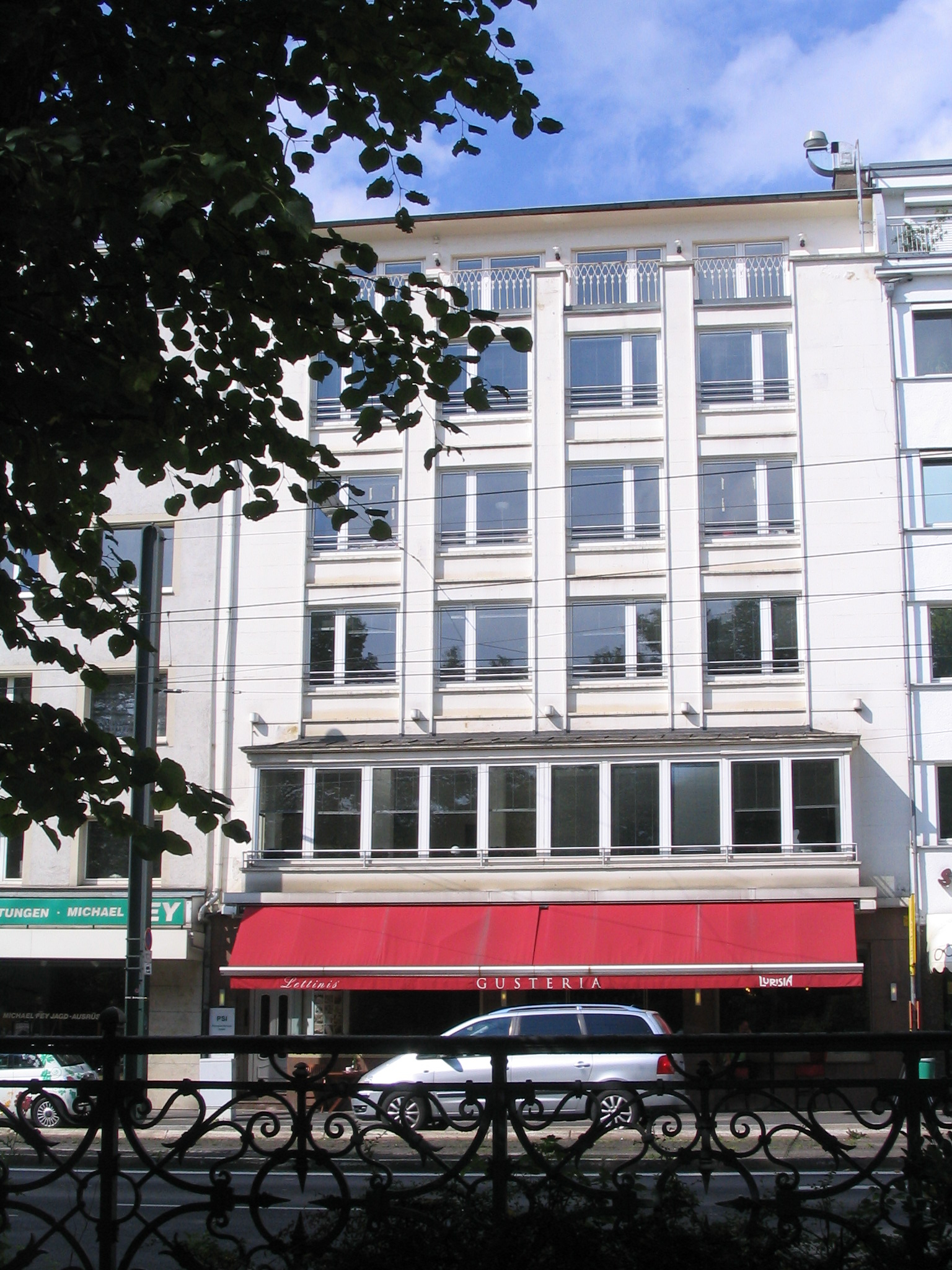
Haroldstraße 34
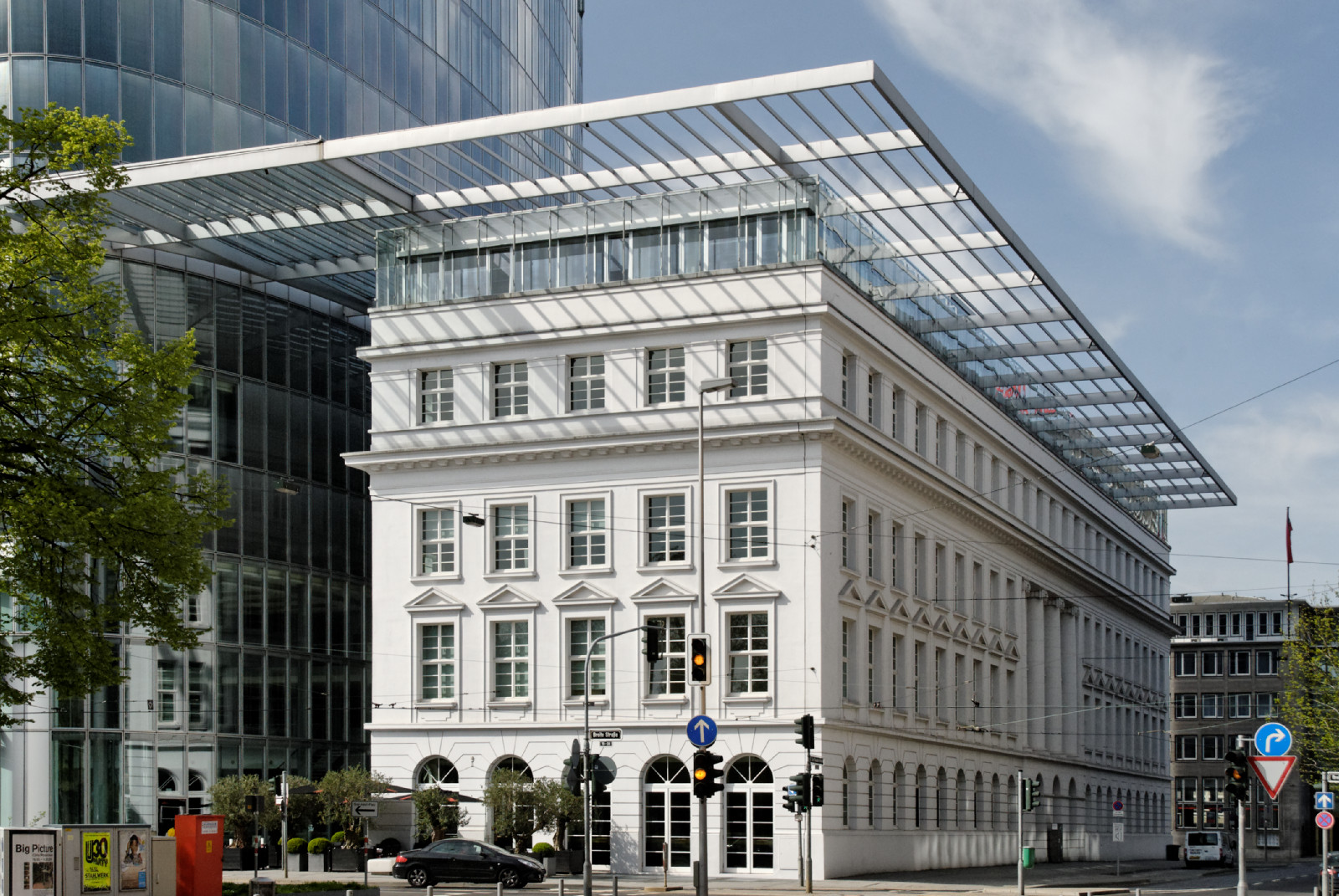
Flachbau des GAP 15 von Nordosten (2011)
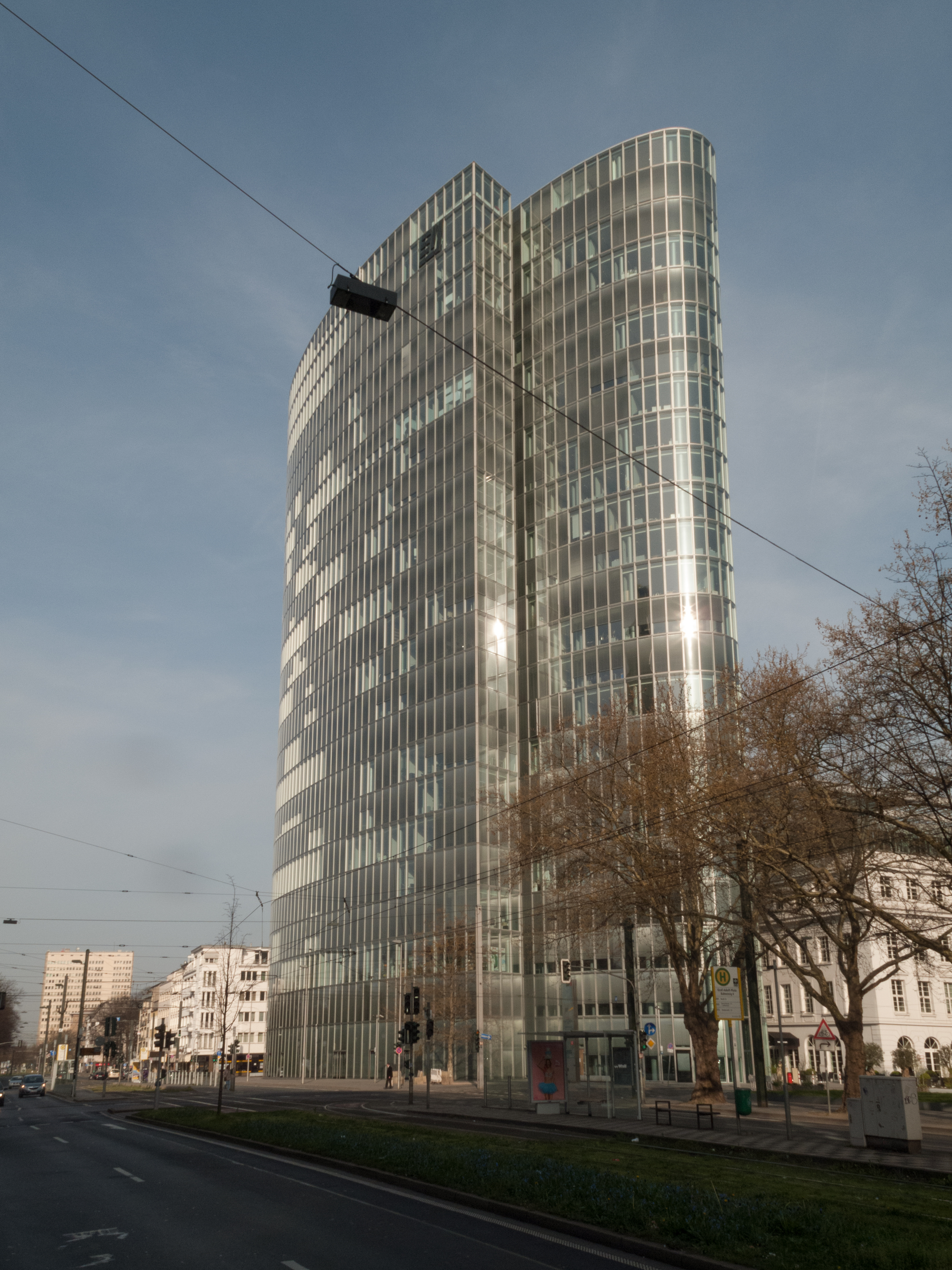
90 Meter hohe Hochhaus GAP 15 mit Blick in die Haroldstraße (2014)